# Charles E. Wilhelm

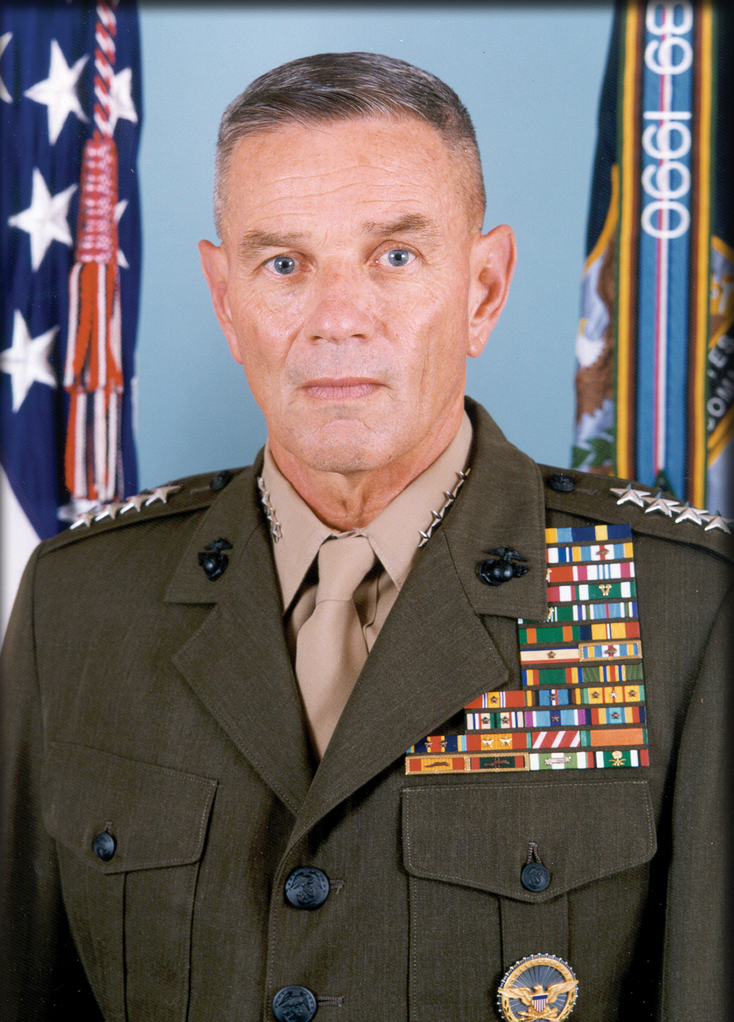
Charles E. Wilhelm

Charles E. Wilhelm (* 26. August 1941 in Edenton, North Carolina) ist ein General des United States Marine Corps im Ruhestand.

## Leben
Wilhelm besuchte das Florida Southern College, welches er 1964 mit einem Bachelor of Science in Journalistik abschloss. Hieran schloss sich das Masterstudium in Betriebswirtschaftslehre am Salve Regina College in Newport an. Zudem absolvierte Wilhelm eine Ausbildung am Naval War College.

## Militärische Laufbahn
Während seines Militärdienstes hatte Wilhelm zahlreiche Kommandos inne. So war er während seiner zwei Dienstrunden im Vietnamkrieg zunächst Zugführer, dann Kompaniechef des 3. Battalions der 8. Armee der Marines und der 2. US-Marineinfanteriedivision. Zudem war er Berater der vietnamesischen Armee und Kommandeur der 11. Marine Expeditionary Unit.
Nach Stationen als Assistant Battalion Operations Officer, Operations Officer und Executive Officer beim 1. Battalion der 1. Armee der Marines sowie im Bereich des Nachschubs arbeitete Wilhelm unter anderem beim United States European Command.
Im August 1988 wurde er als stellvertretender Stabschef zur II. Marine Expeditionary Force abgeordnet und zum Brigadegeneral befördert.
Von Juli 1990 bis Juli 1992 war er im Verteidigungsministerium der Vereinigten Staaten tätig, bevor er als kommandierender General zur 1. US-Marineinfanteriedivision wechselte. Von Dezember 1992 bis März 1993 nahm Wilhelm als Kommandeur der Marine Corps Somalia an der Operation Restore Hope teil.
Am 15. Juli 1994, nach der Beförderung zum Generalleutnant, übernahm Wilhelm die Führung des Marine Corps Combat Development Command in Quantico. Am 25. September 1997 übernahm er das Kommando des U.S. Southern Command, das er bis zu seiner Ruhesetzung am 1. November 2000 innehatte.
Seit seiner Pensionierung arbeitet Wilhelm am Institut für Strategieforschung des United States Army War College. Zudem ist er Mitarbeiter des Center for Defense Information (CDI). Seit 2003 ist er zudem Mitarbeiter am Battelle-Institut.

## Auszeichnungen
Auswahl der Dekorationen, sortiert in Anlehnung der Order of Precedence of Military Awards:
- Defense Distinguished Service Medal
- Navy Distinguished Service Medal
- Silver Star
- Defense Superior Service Medal
- Bronze Star
- Defense Meritorious Service Medal
- Meritorious Service Medal
- Army Commendation Medal
- Joint Service Achievement Medal
- Navy & Marine Corps Achievement Medal
- National Defense Service Medal (2 ×)
- Vietnam Service Medal (8 ×)
- Southwest Asia Service Medal (3 ×)
- Orden vom Aztekischen Adler (Ausprägung unbekannt)